# Gle Bueng Dalam
Gle Bueng Dalam är ett berg i Indonesien.   Det ligger i provinsen Aceh, i den västra delen av landet, 1 800 km nordväst om huvudstaden Jakarta. Toppen på Gle Bueng Dalam är 333 meter över havet.
Terrängen runt Gle Bueng Dalam är kuperad åt nordost, men åt sydväst är den platt. Runt Gle Bueng Dalam är det ganska glesbefolkat, med 22 invånare per kvadratkilometer. Närmaste större samhälle är Banda Aceh, 16,5 km väster om Gle Bueng Dalam. Omgivningarna runt Gle Bueng Dalam är en mosaik av jordbruksmark och naturlig växtlighet.